# 나카쓰가와촌 (가고시마현)
나카쓰가와촌(中津川村)은 일본 가고시마현 사쓰마군에 설치되었던 촌이다. 현재의 사쓰마정의 일부에 해당한다.